# Samsung SCH-W2013
De Samsung SCH-W2013 is een smartphone van het Zuid-Koreaanse bedrijf Samsung. Het apparaat werd geïntroduceerd in november 2012 en is de opvolger van de Samsung SCH-W999. De telefoon beschikt over dual sim en komt alleen uit in China, waar hij omgerekend zo'n 175 euro kost. Om de telefoon te promoten werd Jackie Chan gevraagd het nieuwe gezicht van de smartphone te worden.
De smartphone heeft de vorm van een clamshell-telefoon, en beschikt over een standaard mobiel toetsenbord. Het toestel beschikt echter over twee schermen, één aan de binnenkant en één aan de buitenkant. De schermen zijn capacitieve Super amoled-touchscreens van allebei 9,4 cm met een resolutie van 480×800 pixels. De W2013 heeft een quadcore-processor die draait op 1,4 GHz. Deze heeft beschikking over 2 GB aan RAM-werkgeheugen.
De SCH-W2013 maakt gebruik van het mobiele besturingssysteem Google Android, versie 4.0, ook wel Ice Cream Sandwich genoemd. Over het besturingssysteem wordt een grafische schil heen gelegd, genaamd TouchWiz.
Het toestel is te verkrijgen in een 8GB- en 16GB-versie. Het geheugen kan nog uitgebreid worden met een SD-kaart, tot een maximumcapaciteit van 32 GB.
De tweeschermige telefoon beschikt over twee camera's; de achterste camera heeft 8 megapixel en de secundaire camera heeft 1,9 megapixel. De telefoon kan foto's maken (met digitaal inzoomen) en filmen. Daarnaast bevat het toestel ook een filmbeheerder.